# Эффект Сильвии Плат
Эффект Сильвии Плат — предложенное психологом Джеймсом С. Кауфманом название закономерности, в соответствии с которой из всех представителей творческих профессий поэтессы в наибольшей степени склонны к психическим заболеваниям. Название связано с именем выдающейся американской поэтессы Сильвии Плат, которая покончила жизнь самоубийством в 1963 году, в возрасте 30 лет. Среди других выдающихся поэтесс, имевших проблемы с психическим здоровьем, — в частности, Эмили Дикинсон и Сара Тисдэйл.

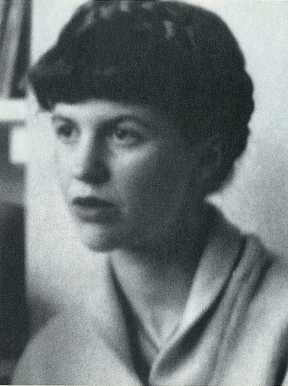
Сильвия Плат

## Исследования
Кауфман провёл два исследования. В первом анализировались данные 1629 писателей — и было установлено, что поэтессы склонны к психическим заболеваниям в большей мере, чем писательницы и авторы-мужчины. Во втором исследовались данные 520 выдающихся женщин (представительниц литературы, других видов искусства, политики) — и было установлено, что поэтессы более склонны к психическим заболеваниям, чем писательницы, актрисы, художницы и женщины-политики. Работа Кауфмана была инспирирована рядом более ранних исследований со сходными результатами — в частности, работами Арнольда Людвига.